# Вільям Лернд Марсі
Вільям Лернд Марсі (12 грудня 1786 , Саутбридж, Массачусетс  — 4 липня 1857 , Боллстон-Спа, Нью-Йорк ) — американський юрист, політичний діяч, член Демократичної партії.

## Життєпис
Закінчив Університет Брауна в 1808 році й прийнятий в колегію адвокатів в 1811 році.
Служив в армії Сполучених Штатів як капітан добровольців під час Англо-американської війни (1812—1815).
Обіймав ряд відповідальних політичних постів, зокрема з 1833 по 1838 роки обіймав посаду губернатора штату Нью-Йорк, був також сенатором і державним секретарем США (1853—1857), військовим міністром США (1845—1849).